# Dyomyx volcanica
Dyomyx volcanica är en fjärilsart som beskrevs av William Schaus 1898. Dyomyx volcanica ingår i släktet Dyomyx och familjen nattflyn. Inga underarter finns listade i Catalogue of Life.